# 34597 Sondy
34597 Sondy este o planetă minoră (asteroid) din centura de asteroizi. A fost descoperită pe 6 octombrie 2000 la Stația Anderson Mesa de Lowell Observatory Near-Earth-Object Search. 
Obiectul prezintă o orbită caracterizată de o semiaxă mare de 2,8856011 UAi, o excentricitate de 0,02, o înclinație de 3,32674 ° în raport cu ecliptica.